# Vetenskapsåret 2009

## Händelser

### Astronomiochrymdfart
- 26 januari - Solförmörkelse.[1]
- 24 februari - Kometen Lulin närmast Jorden[2]
- 7 mars - NASA:s Keplerprojekt startar.[3]
- 11 april - Neptunus åter i samma position som den var då den upptäcktes den 23 september 1846.
- 25 maj - Konjunktion mellan Jupiter och Neptunus.
- 20 juli - 40 år sedan Neil Armstrong blev den första människan som gick på månen.
- 13 juli - Konjunktion mellan Jupiter och Neptunus.
- 22 juli - Total solförmörkelse inträffar [4]
- 29 augusti - Den amerikanska rymdfärjan Discovery, med den svenske astronauten Christer Fuglesang i, skjuts ut i rymden.
- 29 september - Rymdsonden Messenger beräknas passera förbi Merkurius för tredje gången.
- 20 december - Konjunktion mellan Jupiter och Neptunus.
- 31 december - En partiell månförmörkelse kan från Jorden ses bäst från Afrika, Europa, Asien  och Australien.[5]

### Paleontologi
- 19 maj - Paleontologer meddelar att man upptäckt Darwinius masillae, en "felande länk" liknande lemurer, apor och människor.[6]
- 1 oktober - Paleontologer meddelar att man upptäckt ett Ardipithecus-fossilskelett, vilket anses vara det äldsta fossila skelettet från människans förfäder.[7]

## Priser och utmärkelser
- Abelpriset: Michail Gromov
- Bigsbymedaljen: Christian Turney [8]
- Copleymedaljen: Martin Evans
- Gad Rausings pris för framstående humanistisk forskargärning: Professor Eva Österberg
- Göran Gustafssonpriset:
  - Molekylär biologi: Karl Ekwall
  - Fysik: Mikael Käll
  - Kemi: Pernilla Wittung-Stafshede
  - Matematik: Ola Hössjer
  - Medicin: Mats Kullander
- Nobelpriset: [9]
  - Fysik: Charles K. Kao, Willard S. Boyle och George E. Smith
  - Kemi: Venkatraman Ramakrishnan, Thomas Steitz och Ada Yonath
  - Fysiologi/medicin: Elizabeth Blackburn, Carol Greider och Jack Szostak
- Wollastonmedaljen: Paul F. Hoffman [10]

## Avlidna
- 7 november – Sture Fronæus, svensk kemiprofessor

### Fotnoter
1. ↑  ”Annular Solar Eclipse of 2009 Jan 26”. NASA. http://eclipse.gsfc.nasa.gov/OH/OHfigures/OH2009-Fig01.pdf. Läst 9 juli 2010.
2. ↑  ”JPL Close-Approach Data: C/2007 N3 (Lulin)”. 11 mars 2010 last obs. https://ssd.jpl.nasa.gov/sbdb.cgi?sstr=C/2007+N3;orb=0;cov=0;log=0;cad=1#cad. Läst 23 mars 2010.
3. ↑  ”KASC News and Schedule”. Department of Physics and Astronomy, Aarhus University. Arkiverad från originalet den 9 juli 2010. https://www.webcitation.org/5r5tvQfFp?url=http://astro.phys.au.dk/KASC/news.htm. Läst 9 juli 2010.
4. ↑  ”Catalog of Long Total Solar Eclipses:   2001 to   3000”. NASA. http://eclipse.gsfc.nasa.gov/SEcatmax/SE2001-3000MaxT.html. Läst 9 juli 2010.
5. ↑  Espenak, F.. ”Partial Lunar Eclipse of 2009 Dec 31”. NASA. http://eclipse.gsfc.nasa.gov/LEplot/LEplot2001/LE2009Dec31P.pdf. Läst 9 juli 2010.
6. ↑  Franzen, Jens L. (26 februari 2009). ”Complete Primate Skeleton from the Middle Eocene of Messel in Germany: Morphology and Paleobiology”. PLoS ONE "4" (5):  ss. e5723. doi:10.1371/journal.pone.0005723. PMID 19492084. PMC: 2683573. http://www.plosone.org/doi/pone.0005723. Läst 9 juli 2010.
7. ↑  Gibbons, Ann (26 februari 2009). ”A New Kind of Ancestor: Ardipithecus Unveiled”. Science "326" (5949):  ss. 36–40. doi:10.1126/science.326_36. PMID 19797636.
8. ↑  ”Geological Society”. Arkiverad från originalet den 5 juni 2011. https://web.archive.org/web/20110605101836/http://www.geolsoc.org.uk/gsl/society/history/page753.html. Läst 13 april 2011.
9. ↑  ”Nobelpriset”. http://nobelprize.org/nobel_prizes/lists/all/index.html. Läst 10 april 2011.
10. ↑  ”Geological Society”. Arkiverad från originalet den 5 juni 2011. https://web.archive.org/web/20110605102217/http://www.geolsoc.org.uk/gsl/society/history/page750.html. Läst 14 april 2011.